# American Cruise Lines
American Cruise Lines est une  petite compagnie maritime américaine du secteur du tourisme. Elle est spécialisée dans les croisières côtières.
Cette société exploite actuellement 4 navires.

## Histoire
American cruise lines a commencé l'exploitation de navires en 1970, lors du boom des croisières côtières. Cette entreprise a cessé ses activités en 1980.
En 2000, la société a repris ses activités avec le même propriétaire. Le premier navire, le American Eagle, a réalisé sa première croisière avec 49 passagers. Un autre navire de même taille a suivi en 2002, le American Glory. En 2005, le American Spirit et le American Star en 2007 ont rejoint la flotte.
Le 23 octobre 2015, ACL a annoncé un nouveau navire de croisière côtier, À 170 passagers, ce navire est nettement plus grand que ses précédents navires côtiers de style yacht de 100 et 104 passagers. Ce navire a été nommé American Constellation et est entré en service en mai 2017. Son navire jumeau a été lancé en 2018 et nommé Constitution américaine. Le 8 novembre 2021, ACL a annoncé une refonte et un changement de nom de ses roues à aubes. Riverboats America, Queen of the Mississippi et Queen of the West, deviendront American Splendor, American Heritage et American West ("American Pride" conservera son nom).

## Navires
American cruise lines dispose de 5 navires :
| Nom               | Année de production | Année de mise en service | Capacité      | Pays d'enregistrement | Note |
| ----------------- | ------------------- | ------------------------ | ------------- | --------------------- | ---- |
| Queen of the West | 1995                |                          | 120 passagers | États-Unis            |      |
| Independence      | 2010                |                          | 104 passagers | États-Unis            |      |
| American Glory    | 2002                | 2002                     | 49 passagers  | États-Unis            |      |
| American Spirit   | 2005                | 2005                     | 93 passagers  | États-Unis            |      |
| American Star     | 2007                | 2007                     | 100 passagers | États-Unis            |      |